# Prainha (Vila Velha)
A prainha é um bairro do município de Vila Velha, no estado do Espírito Santo, no Brasil. Tem importância histórica, pois foi o local onde o primeiro 

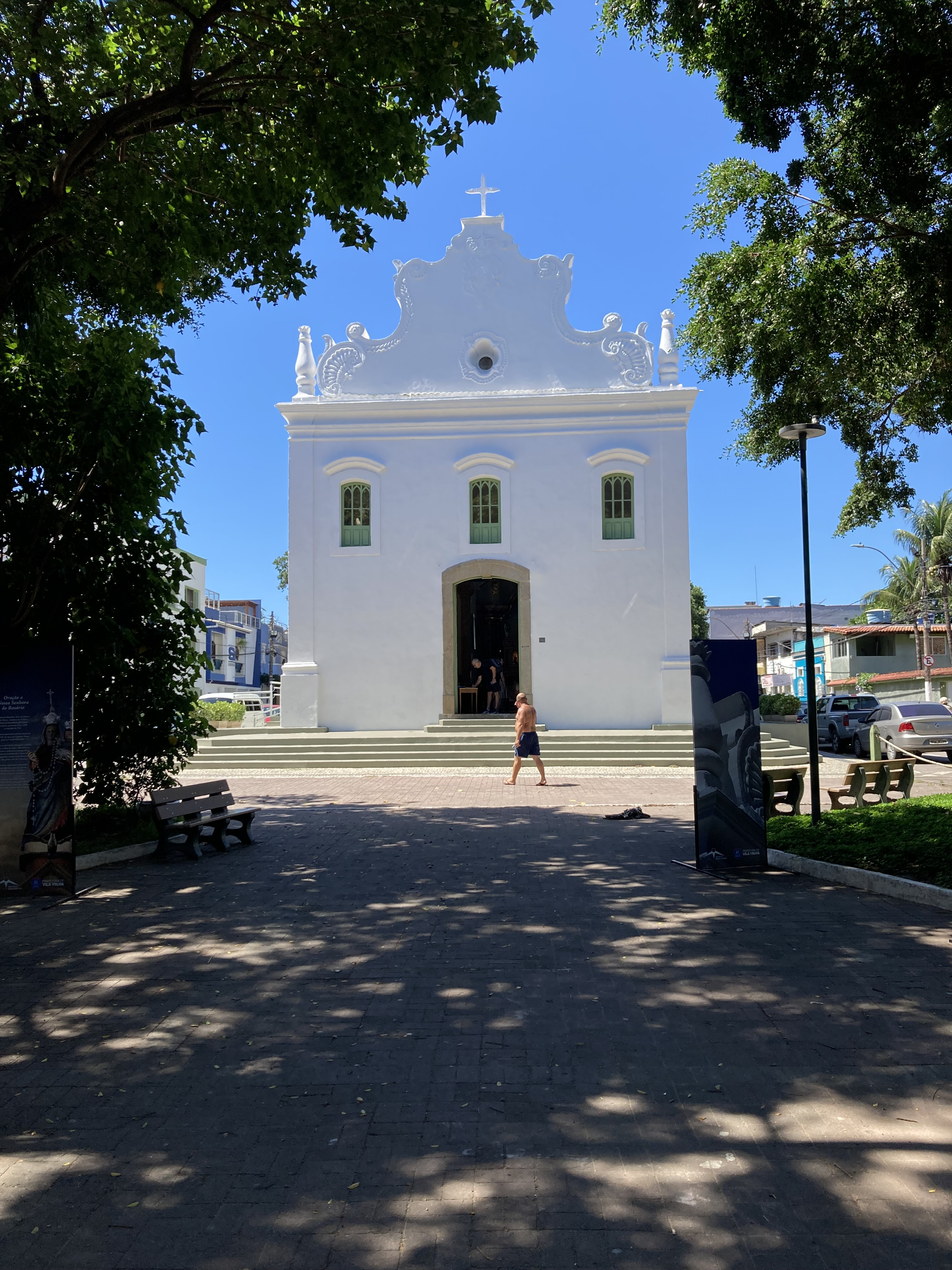
Igreja de Nossa Senhora do Rosário, um dos atrativos turísticos do bairro 2025

donatário da Capitania do Espírito Santo, Vasco Fernandes Coutinho, aportou, no dia 23 de maio de 1535, sua nau Glória, com uma tripulação de 60 portugueses, dando início à colonização portuguesa do Espírito Santo. Complexo que agrega pontos históricos com novas construções levantadas sobre a região aterrada do município. Ali se encontram o 38º Batalhão de Infantaria, a Escola de Aprendizes Marinheiros, o Forte Piratininga, o Museu Homero Massena, a Igreja Nossa Senhora do Rosário, o obelisco a Vasco Fernandes Coutinho e a Praça da Bandeira e o Museu Etnográfico conhecido como Casa da Memória, que possui documentos valiosos sobre a colonização do município, pode ser visitado diariamente. É formado pela Prainha, Forte Piratininga, Museu Etnográfico, Museu Homero Massena, obelisco a Vasco Fernandes Coutinho e a Praça da Bandeira. A dica é visitar a Igreja Nossa Senhora do Rosário, a mais antiga do Estado e a quarta igreja mais antiga do país, construída em 1551. Sua fachada, reconstruída no século XVIII, exibe o brasão de Portugal. O Museu Etnográfico, que possui documentos valiosos sobre a colonização do município, pode ser visitado diariamente.

## Aterramento
No ano de 1970 houve um projeto em execução para aumentar o espaço para dentro da Baía de Vitória, depois de terminado houve a instalação do Parque da Prainha e a expansão do EAMES (Escola de Aprendizes-Marinheiros do Espírito Santo) e também do 38° Batalhão de Infantaria do Exército Brasileiro.

Antes e depois do aterro
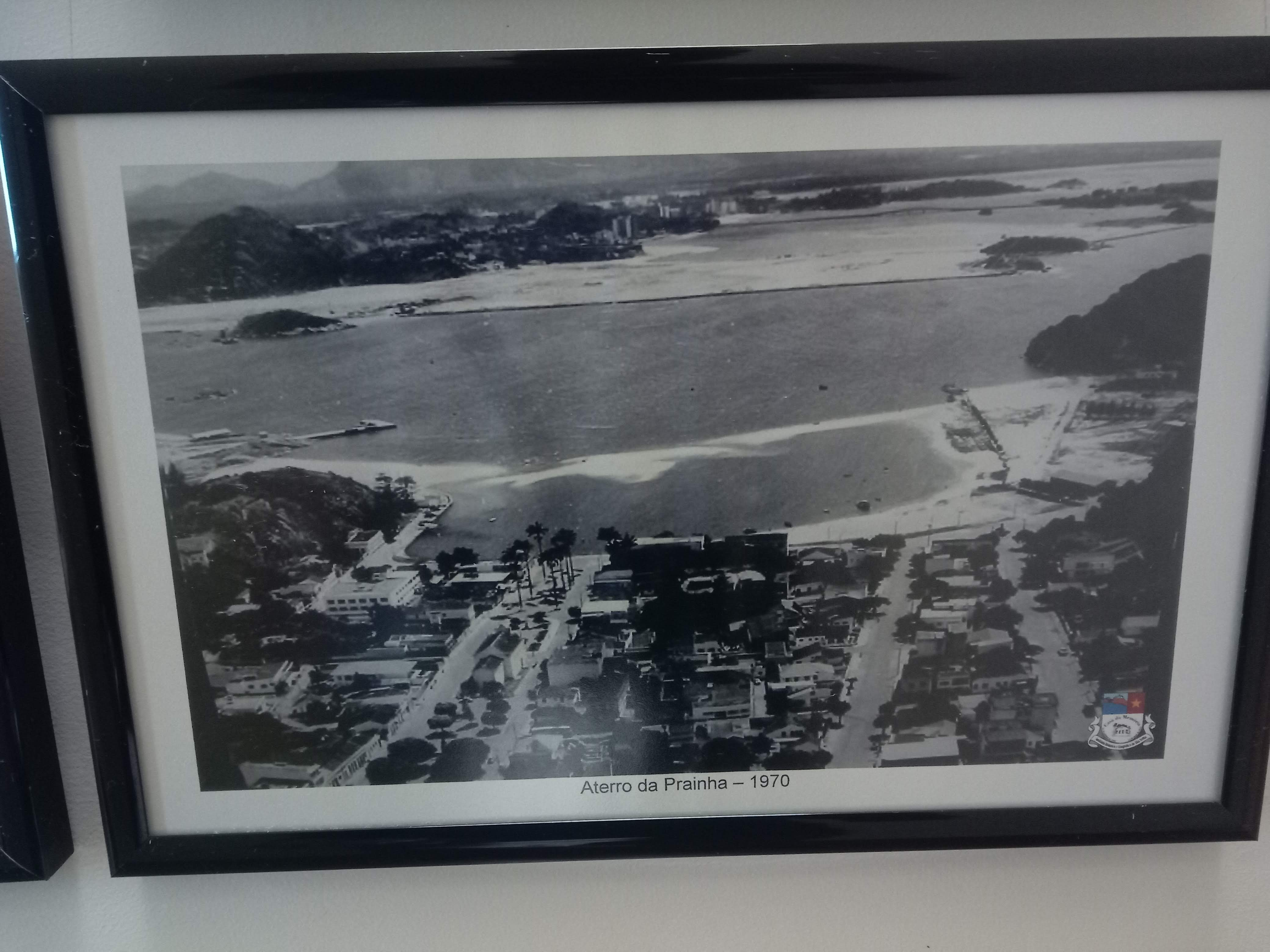
Começo do aterro na Prainha em 1970
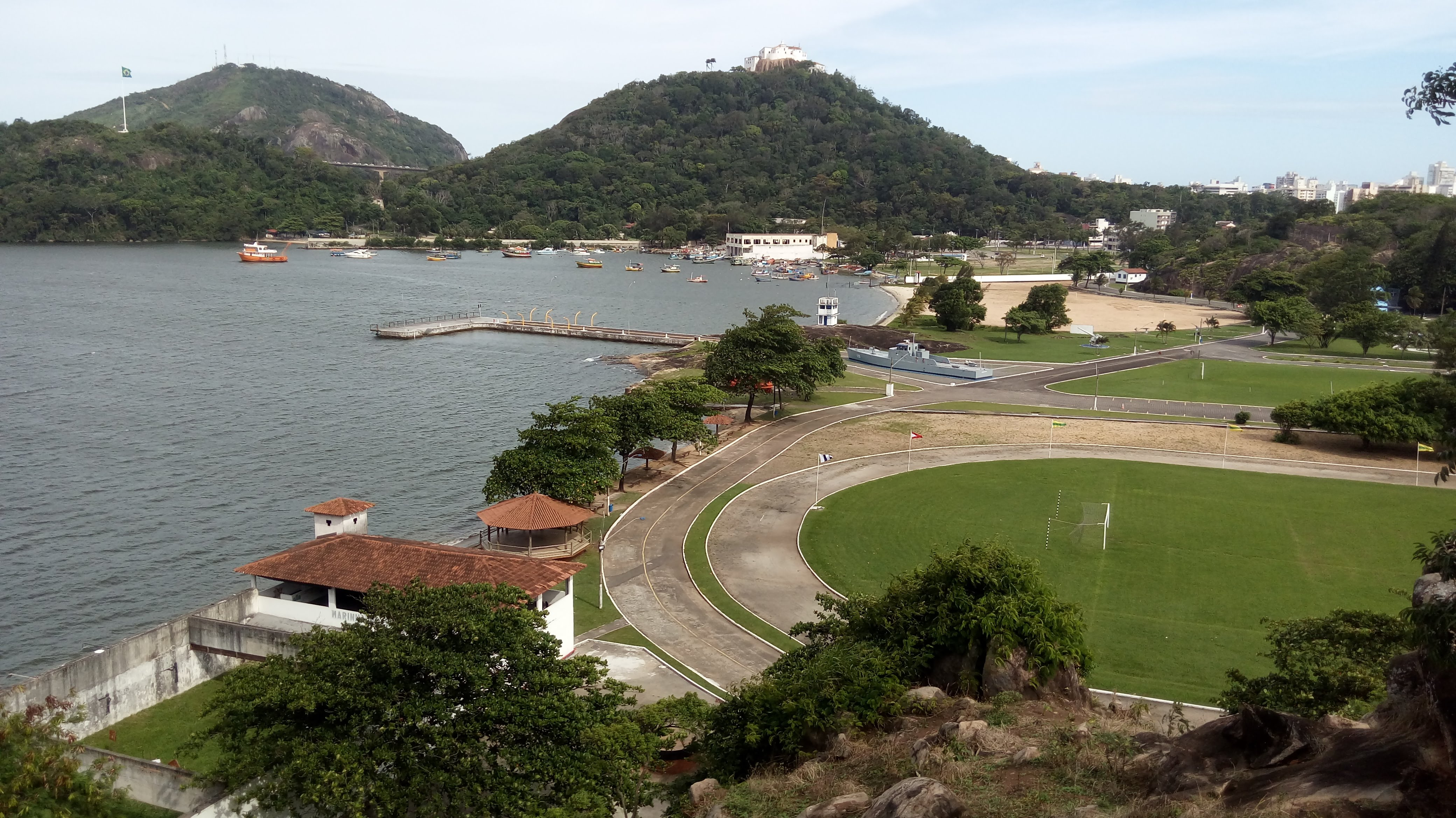
Forte São Francisco Xavier da Barra - 2017
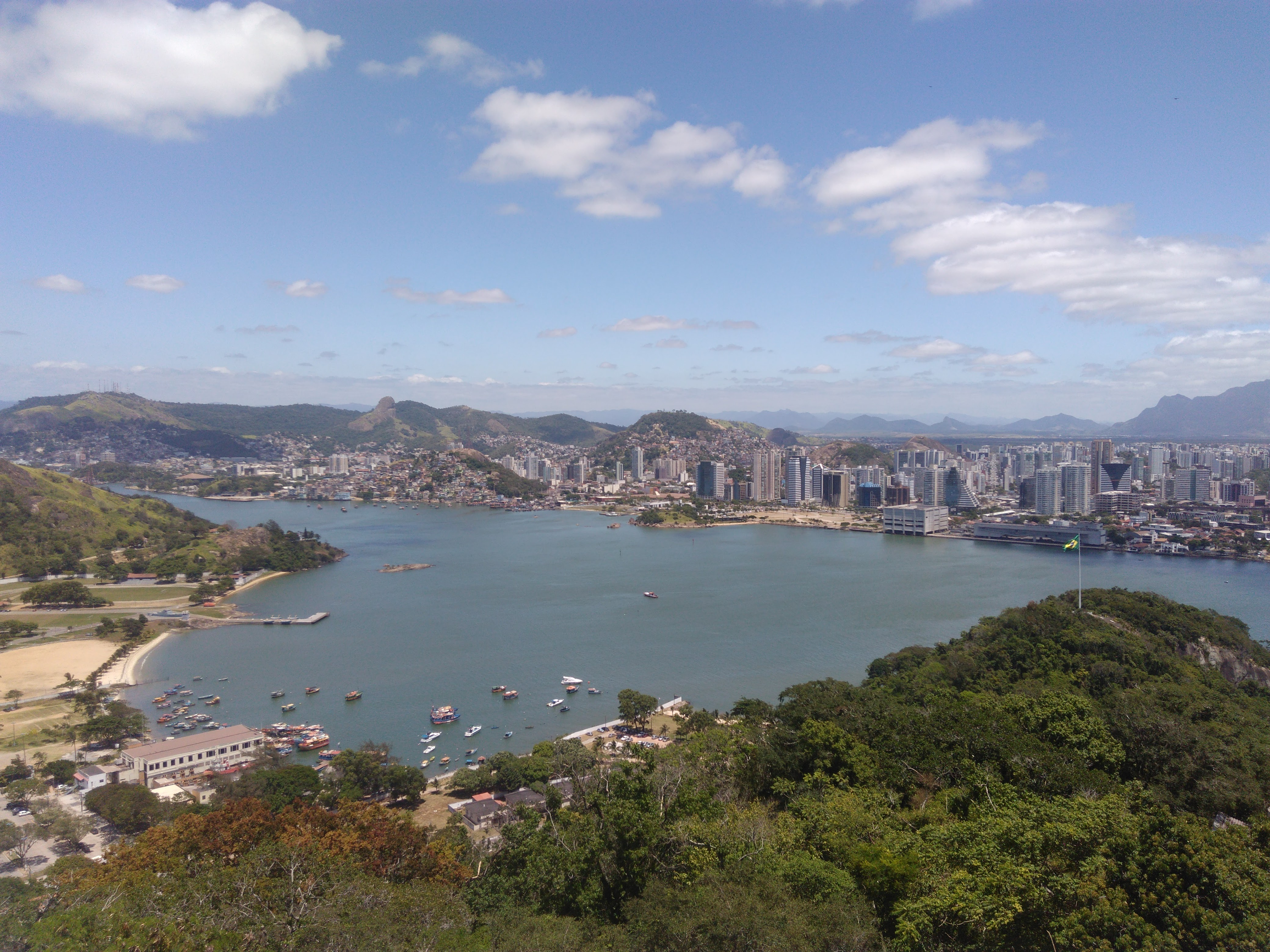
38° Batalhão de Infantaria do Exército Brasileiro - 2017

## Topônimo
O topônimo "prainha" veio do tamanho da enseada, que, comparada ao das outras praias do litoral de Vila Velha, é de pequena extensão.